# Joaquín Ibarra

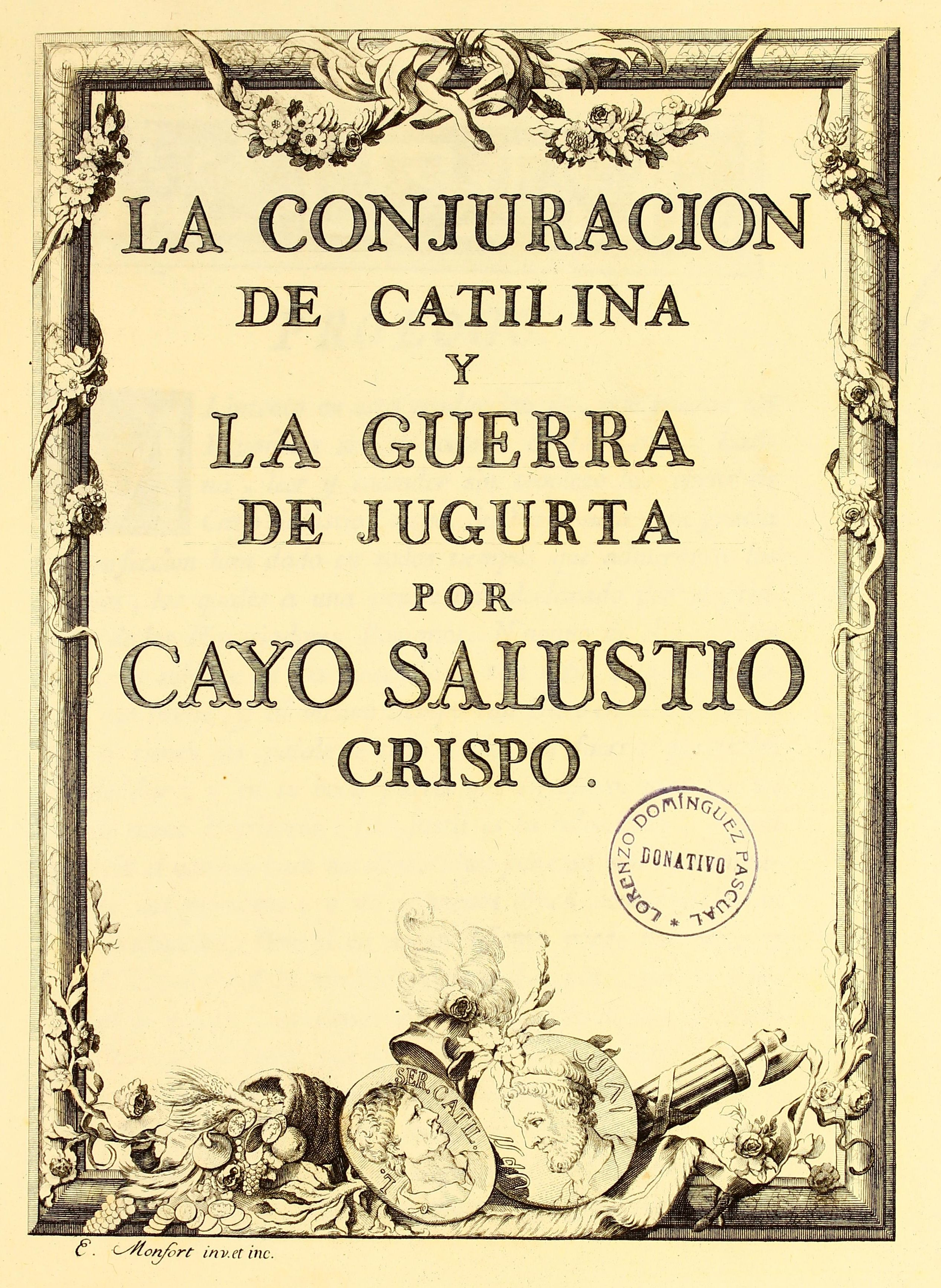
Frontespizio figurato del Sallustio di Ibarra (1772).

Joaquín Ibarra y Marín (Saragozza, 20 luglio 1725 – Madrid, 13 novembre 1785) è stato un tipografo e editore spagnolo.

## Biografia
In gioventù lavorò presso l'Università di Lleida assieme al fratello Manuel, che era riuscito a entrare come tipografo nella Stamperia Pontificia e Reale. 
Nel 1742 si trasferì a Madrid per intraprendere lo stesso mestiere del fratello. L'attività si ingrandì e nel 1763 Ibarra si fece costruire la celebre tipografia nella calle de las Urosas (l'odierna calle Luis Vélez de Guevara); alcuni anni dopo si trasferì nella calle de la Gorguera (oggi calle Núñez de Arce). Il progetto dell'impianto fu eseguito dall'architetto Pedro Arnal, che progettò anche l'edificio della Stamperia Reale e Nazionale e ristrutturò la sede della Compagnia degli stampatori e dei librai del Regno.
Ibarra fabbricò da sé tutti gli strumenti adatti all'arte tipografica ed ebbe in dotazione un celebre torchio, con il quale impresse le sue magnifiche illustrazioni grazie alla tecnica dell'incisione su rame.
Il 3 giugno 1779 fu nominato stampatore della Real Academia Española, titolo detenuto in precedenza da José Rodríguez y Escobar, Francisco del Hierro e Antonio Pérez de Soto con la rispettiva manodopera; in breve tempo divenne anche Stampatore Reale alla corte del re Carlo III, dell'arcivescovo primate di Spagna e del Consejo de Indias.

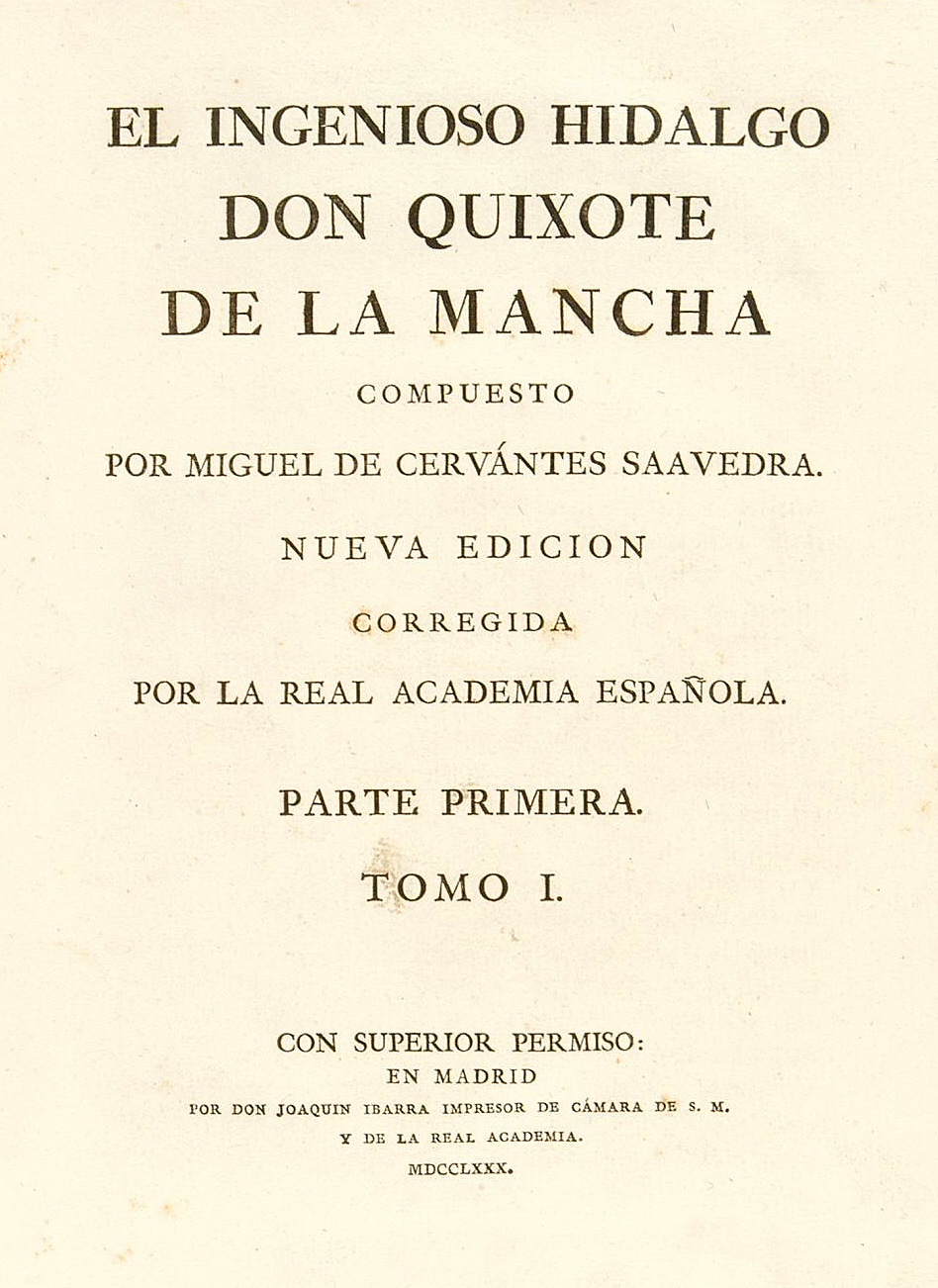
Frontespizio del volume primo del Don Chisciotte di Ibarra (1780).

La fama di Ibarra è dovuta alle sue magnifiche edizioni, caratterizzate da una stampa nitida ed elegante e spesso ornate da incisioni di ottima fattura. Dalla sua officina provengono opere importanti come la traduzione in spagnolo delle monografie di Sallustio (La conjuración de Catilina y La guerra de Jugurtha, 1772) attribuita all'Infante Gabriel de Borbon, che è considerata uno dei più bei libri del Settecento per le stupende illustrazioni di Mariano Salvador de Maella e la veste tipografica di bodoniana perfezione.
Ma la sua opera più famosa è il Don Chisciotte di Cervantes (El ingenioso hidalgo Don Quixote de la Mancha, 1780), in 4 volumi in-folio, riccamente illustrata con tavole incise in rame da vari artisti e universalmente considerata la più bella edizione del Don Chisciotte e un monumento della tipografia europea di tutti i tempi.
Degne di memoria sono inoltre le opere didattiche affidategli dalla Real Academia de la Lengua Española: l'Ortografía de la lengua castellana (1770), la Gramática de la lengua castellana (1771) e il Diccionario de la lengua castellana (1780); un'altra opera celebre, da lui ristampata, è la Historia general de España di Juan de Mariana (1780). Dopo la sua morte, fu terminata e pubblicata dalla vedova e dai figli la riedizione della Bibliotheca Hispana nova (1783-88) e della Bibliotheca Hispana vetus (1788) di Nicolás Antonio, in due volumi ciascuna.